# Деревенька Шапшинская
Деревенька Шапшинская — деревня в Харовском районе Вологодской области на реке Шапша.
Входит в состав Шапшинского сельского поселения, с точки зрения административно-территориального деления — в Шапшинский сельсовет.
Расстояние по автодороге до районного центра Харовска — 37 км, до центра муниципального образования Шапши — 3 км. Ближайшие населённые пункты — Паньковская, Ципошевская, Шутово.
По переписи 2002 года население — 1 человек.